# Cryptactites
Cryptactites é um género de répteis escamados da família Gekkonidae. Este é um género monotítipo, ou seja, contém apenas 1 espécie. Essa espécies era anteriormente colocada no género Phyllodactylus, mas foi recentemente (1997) deslocada para um género à parte.

## Espécies
- Cryptactites peringueyi